# Tom Alderson
Thomas Alderson (1909 – 1962)  là một cầu thủ bóng đá từng thi đấu ở Football League cho Chester, Darlington, Leeds United, Luton Town.